# Porc de Miélan
 (décembre 2009).
Si vous disposez d'ouvrages ou d'articles de référence ou si vous connaissez des sites web de qualité traitant du thème abordé ici, merci de compléter l'article en donnant les références utiles à sa vérifiabilité et en les liant à la section « Notes et références ».
Le porc de Miélan était un porc charcutier produit dans le Gers, dans la région de Miélan jusque vers la fin des années 1950.
Il était obtenu par croisement du porc gascon avec la race Yorkshire Large white. Ces métis ont beaucoup de ressemblance avec le porc de Cazères. Ils se distinguent par leur rusticité et leur précocité.

## Description
Leur aspect général est massif, mais harmonieux, la taille au-dessus de la moyenne, la tête moyennement longue, le profil légèrement concave, presque droit, les oreilles larges, tombantes en avant, jamais dressées, le front large et plat, le tronc cylindrique, le dos long, le rein large et horizontal, les côtes rondes et relevées, les quartiers bien en chair, les épaules bien d’aplomb, la peau blanche avec parfois des taches grises, les soies blanches, fines, courtes et rares.

## Élevage
Le porc de Miélan a une remarquable aptitude à l’engraissement. La viande est fine et savoureuse, le lard ferme. Les jeunes truies sont livrées à la reproduction dès l’âge de 6 à 7 mois. À l'âge du sevrage, les porcelets pèsent 35 à 50 kg. Les sujets d’élite atteignent, à 4 mois, 60 à 80 kg, à 8 mois, 130 à 150 kg, à 12 mois, 250 à 300 kg, à 15 mois, 330 à 380 kg. De 7 à 8 mois, les sujets sont prêts pour la charcuterie. Cette race est très prolifique : on voit des truies dont les portées sont de 10, 12 et 14 gorets.
Certaines truies sont d’une prolificité vraiment extraordinaire. On a vu une truie ayant quatorze mamelles et dont les portées étaient, en moyenne, de 13 à 14 porcelets. Une autre en a donné jusqu’à 19, une autre encore jusqu’à 20 porcelets, tous bien vivants. Enfin une truie a mis bas 27 porcelets en 13 mois. La truie de Miélan a une forte aptitude laitière, c’est une très bonne nourrice.
Le rendement du porc de Miélan atteint normalement 82 à 85 % et parfois même dépasse ce chiffre avec pour un porc de 200 kg, 178,160 kg de viande nette dont 37,150 kg de jambon, 18 kg de poitrine, 29,200 kg d'épaules et 37,530 kg d'échine en palette 